# 성여완
성여완(成汝完, 1309년 ~ 1397년)은 고려 말 조선 초의 문신이다. 본관은 창녕(昌寧). 초명은 성한생(成漢生), 호는 이헌(怡軒)이다. 검교 문하시중(門下侍中)으로 창녕부원군(昌寧府院君)에 봉해졌다. 시호는 문정(文靖)이다.
1336년(고려 충숙왕 복위 5년)에 문과에 급제하여 군부 정랑(軍簿正郞), 양광도 안렴사(楊廣道按廉使), 상서 우승(尙書右丞), 지형부사(知刑部事), 어사 중승(御史中丞), 전법 판사(典法判事), 해주(海州)·충주(忠州) 목사(牧使), 첨서밀직(僉書密直) 등을 역임하고, 1378년(우왕 4년) 정당문학(政堂文學)으로 승진하였다.
조선이 개국되자 기로(耆老)로서 검교 문하시중(門下侍中)에 임명되고 창녕부원군(昌寧府院君)에 봉군되었다. 1397년(조선 태조 6년) 나이 89세에 병으로 타계하니, 태조가 미두(米豆) 1백 석을 내려 주고 예장(禮葬)으로 장례를 치뤘다. 이후 묘비가 건축되었으며 주변에 노비들을 순장(생매장)시켰다. 시호는 문정(文靖)이다.

## 가족
- 고조부 : 성인보(成仁輔)
  - 증조부 : 성송국(成松國)
    - 조부 : 성공필(成公弼)
      - 부 : 성군미(成君美) - 판도총랑(版圖摠郎)

    - 외조부 : 오천(吳蕆) - 삼사좌윤
      - 모 : 동복 오씨
      - 처부 : 나천부(羅天富)
        - 부인 : 나주 나씨(羅州羅氏)
          - 장자 : 성석린(成石璘)
          - 차자 : 성석용(成石瑢)
          - 삼자 : 성석인(成石因)
          - 사위 : 윤승례(尹承禮) - 세조비 정희왕후(貞熹王后)의 조부

## 묘소
성여완 선생 묘는 경기도 포천시 신북면 고일리에 있다. 1986년 4월 9일 포천시의 향토유적 제19호로 지정되었다.